# Пуладкаф
Пуладкаф (на персийски: پولادکف) е международен ски курорт в Южен Иран, основан през 2002 г. Разположен е в планината Загрос.
Курортът се намира на височина 2850 m. Най-горната точка на пистите е с надморско равнище 3400 m, денивелацията е 421 m. Подемните съоръжения са кабинков лифт с дължина 2100 m и 5 влека. На разположение на туристите има моторни шейни. Ски сезонът започва от декември и продължава до края на март. Високото надморско равнище и обилните валежи осигуряват снежна покривка с добро качество и дебелина, понякога стигаща 3 m в долната част на курорта.
Курортът разполага с 2 ресторанта и заведение за бързо хранене. На горната станция на кабинковия лифт има кафене. За настаняване се предлага пансион и мотел. От 2013 г. функционира 4-звезден хотел.
Пуладкаф е разположен на 85 km северно от град Шираз. Изграден с финансовата помощ на голям индустриален холдинг, курортът предлага възможности за всички сезони. Любителите на активна лятна почивка го използват като база за туризъм, каране на планински велосипед, конна езда. На територията на курорта има изкуствено езеро, където могат да се карат лодки и водни колела.